# Ronde van Reggio Calabria 2012
De Ronde van Reggio Calabria 2012 werd gehouden op zaterdag 11 en zondag 12 februari in de Italiaanse provincie Reggio Calabria. Het was de 65e editie van deze etappekoers die deel uitmaakt van de UCI Europe Tour 2012.

## Etappe-overzicht
| Etappe | Datum       | Start                 | Finish               | afstand  | Winnaar      | Ploeg               |
| ------ | ----------- | --------------------- | -------------------- | -------- | ------------ | ------------------- |
| 1e     | 11 februari | Melito di Porto Salvo | Chiaravalle Centrale | 170,2 km | Elia Viviani | Liquigas-Cannondale |
| 2e     | 12 februari | Lamezia Terme         | Reggio Calabria      | 191,6 km | Elia Viviani | Liquigas-Cannondale |

## Etappe-uitslagen

### 1e etappe
| Melito di Porto Salvo – Chiaravalle Centrale (170,2 km) |                     |                           |          |
| Plaats                                                  | Naam                | Ploeg                     | Tijd     |
| Winnaar                                                 | Elia Viviani        | Liquigas-Cannondale       | 3u45'50" |
| 2                                                       | Daniele Colli       | Team Type 1-Sanofi        | z.t.     |
| 3                                                       | Elia Favilli        | Farnese Vini–Selle Italia | z.t.     |
| 4                                                       | Marco Frapporti     | Team Idea                 | z.t.     |
| 5                                                       | Davide Cimolai      | Lampre-ISD                | z.t.     |
| 6                                                       | Giuseppe De Maria   | Team Idea                 | z.t.     |
| 7                                                       | Roberto Cesaro      | Meridiana Kamen Team      | z.t.     |
| 8                                                       | Georg Preidler      | Team Type 1-Sanofi        | z.t.     |
| 9                                                       | Maximiliano Richeze | Team Nippo                | z.t.     |
| 10                                                      | Filippo Baggio      | Utensilnord-Named         | z.t.     |

### 2e etappe
| Lamezia Terme – Reggio Calabria (191,6 km) |                     |                           |          |
| Plaats                                     | Naam                | Ploeg                     | tijd     |
| Winnaar                                    | Elia Viviani        | Liquigas-Cannondale       | 4u45'58" |
| 2                                          | Daniele Colli       | Team Type 1-Sanofi        | z.t.     |
| 3                                          | Maximiliano Richeze | Team Nippo                | z.t.     |
| 4                                          | Roberto Cesaro      | Meridiana Kamen Team      | z.t.     |
| 5                                          | Gianluca Maggiore   | Utensilnord-Named         | z.t.     |
| 6                                          | Elia Favilli        | Farnese Vini–Selle Italia | z.t.     |
| 7                                          | Filippo Baggio      | Utensilnord-Named         | z.t.     |
| 8                                          | Davide Viganò       | Lampre-ISD                | z.t.     |
| 9                                          | Sonny Colbrelli     | Colnago-CSF Inox          | z.t.     |
| 10                                         | Claudio Corioni     | Acqua & Sapone            | z.t.     |

## Eindklassementen

### Algemeen klassement
| Ronde van Reggio Calabria 2012 |                     |                           |          |
| Plaats                         | Naam                | Ploeg                     | Tijd     |
| Winnaar                        | Elia Viviani        | Liquigas-Cannondale       | 8u31'28" |
| 2                              | Daniele Colli       | Team Type 1-Sanofi        | + 8"     |
| 3                              | Elia Favilli        | Farnese Vini–Selle Italia | + 16"    |
| 4                              | Maximiliano Richeze | Team Nippo                | z.t.     |
| 5                              | Roberto Cesaro      | Meridiana Kamen Team      | + 20"    |
| 6                              | Filippo Baggio      | Utensilnord-Named         | z.t.     |
| 7                              | Marco Frapporti     | Team Idea                 | z.t.     |
| 8                              | Georg Preidler      | Team Type 1-Sanofi        | z.t.     |
| 9                              | Davide Cimolai      | Lampre-ISD                | z.t.     |
| 10                             | Frederico Rocchetti | Utensilnord-Named         | z.t.     |

### Sprintklassement
| Ronde van Reggio Calabria 2012 |                    |                      |        |
| Plaats                         | Naam               | Ploeg                | Punten |
| Winnaar                        | Aristide Ratti     | Team Idea            | 14     |
| 2                              | Enrico Rossi       | Meridiana Kamen Team | 12     |
| 3                              | Alessandro Bazzana | Team Type 1-Sanofi   | 10     |

### Bergklassement
| Ronde van Reggio Calabria 2012 |                |                      |        |
| Plaats                         | Naam           | Ploeg                | Punten |
| Winnaar                        | Paolo Bailetti | Utensilnord Named    | 8      |
| 2                              | Valerio Agnoli | Liquigas-Cannondale  | 8      |
| 3                              | Enrico Rossi   | Meridiana Kamen Team | 5      |

### Jongerenklassement
| Ronde van Reggio Calabria 2012 |                |                           |          |
| Plaats                         | Naam           | Ploeg                     | Tijd     |
| Winnaar                        | Elia Viviani   | Liquigas-Cannondale       | 8u31'28" |
| 2                              | Elia Favilli   | Farnese Vini–Selle Italia | + 16"    |
| 3                              | Georg Preidler | Team Type 1-Sanofi        | + 20"    |

### Ploegenklassement
| Plaats | Ploeg              | Tijd      |
| ------ | ------------------ | --------- |
| 1      | Team Type 1-Sanofi | 25u35'24" |
| 2      | Utensilnord Named  | z.t.      |
| 3      | Androni Giocattoli | z.t.      |

1920 · 1921 · 1922 · 1923 · 1924 · 1925 · 1926 · 1927 · 1928 · 1929 · 1930 · 1931 · 1932 · 1933 · 1934 · 1935 · 1936 · 1937 · 1938 · 1939 · 1940 · 1941 · 1942 · 1943 · 1944 · 1945 · 1946 · 1947 · 1948 · 1949 · 1950 · 1951 · 1952 · 1953 · 1954 · 1955 · 1956 · 1957 · 1958 · 1959 · 1960 · 1961 · 1962 · 1963 · 1964 · 1965 · 1966 · 1967 · 1968 · 1969 · 1970 · 1971 · 1972 · 1973 · 1974 · 1975 · 1976 · 1977 · 1978 · 1979 · 1980 · 1981 · 1982 · 1983 · 1984 · 1985 · 1986 · 1987 · 1988 · 1989 · 1990 · 1991 · 1992 · 1993 · 1994 · 1995 · 1996 · 1997 · 1998 · 1999 · 2000 · 2001 · 2002 · 2003 · 2004 · 2005 · 2006 · 2007 · 2008 · 2009 · 2010 · 2011 · 2012· 2013-2022 · 2023